# Burlington (Massachusetts)
Pour les articles homonymes, voir Burlington.

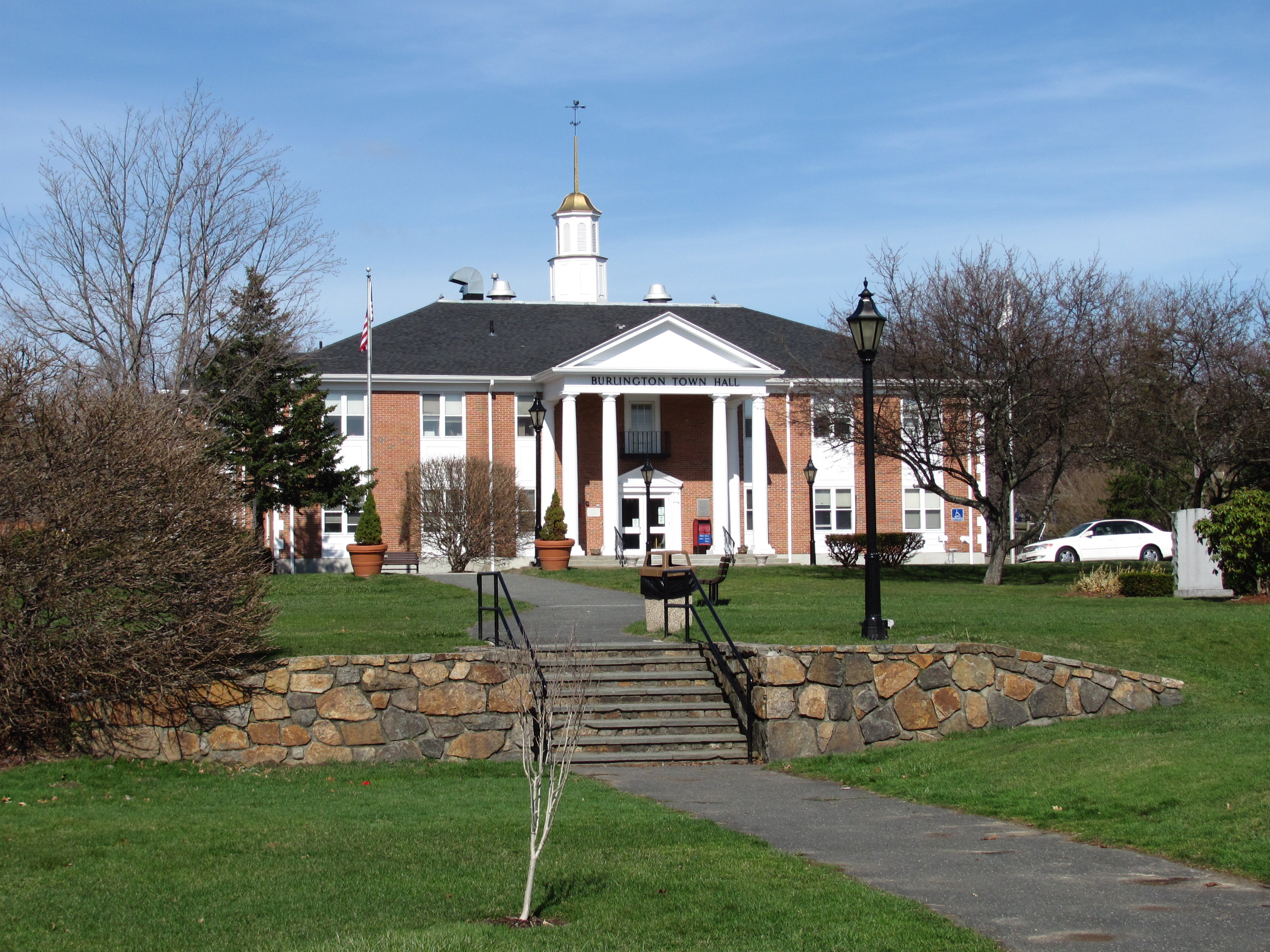
Hôtel de ville de Burlington.

Burlington est une ville du comté de Middlesex (Massachusetts), aux États-Unis. Selon le recensement des États-Unis de 2010, elle compte 24 498 habitants.
Burlington est située à la ligne de partage des eaux entre les rivières Ipswich (en), Mystic et Shawsheen.

## Histoire
Le nom Burlington s'inspirerait de celui de la ville anglaise Bridlington, bien que cela n'ait jamais été confirmé.
Les premiers fondements de Burlington remontent à 1641. Elle est fondée officiellement le 28 février 1799. De nos jours, on y retrouve encore plusieurs bâtiments datant de cette époque, dont la maison de Francis Wyman (en), datant de 1666.
Burlington est une ville agraire durant la plus grande partie de son histoire. Elle vend du houblon et du seigle à Boston et développe quelques entreprises de fabrication de chaussures. De l'époque coloniale jusqu'à la fin du XIXe siècle, plusieurs moulins fonctionnent le long du cours d'eau Vine Brook (en), qui coule de Lexington à Bedford et se jette dans la rivière Shawsheen.
La construction de la Route 128 change drastiquement la ville, créant une grande expansion de cette dernière. Entre 1955 et 1965, Burlington enregistre la plus grande augmentation démographique de l'État. Avec un fort développement résidentiel et commercial, elle voit sa population tripler en cinq ans[Quand ?].

## Démographie
Selon le recensement des États-Unis de 2000, la ville compte 22 876 personnes, dont 8 289 ménages et 6 374 familles. La densité de population est de 748 personnes par kilomètre carré (km²).
Selon les estimations de 2007, la valeur médiane le revenu médian d'un ménage est de 86 052 dollars américains ($), alors que le revenu médian d'une famille est de 99 123 $. Les hommes ont un revenu médian de 55 635 $ et les femmes, de 36 486 $.

## Éducation
Burlington possède six State schools (en).